# Listopad 2008

## 2 listopada2008
- Rupiah Banda został zaprzysiężony na prezydenta Zambii. (pzs.pl)
- Lewis Hamilton został mistrzem świata Formuły 1, pokonując jednym punktem Felipe Masse. (Sport.pl)
- Sébastien Loeb z zespołu Citroën został pierwszym kierowcą, który pięć razy z rzędu wygrał Rajdowe mistrzostwa świata. (rp.pl)

## 4 listopada2008
- W Stanach Zjednoczonych odbyły się wybory prezydenckie i wybory do Kongresu. Prezydentem elektem został, zdobywszy 364 głosy elektorskie (potrzebował 270), demokrata Barack Obama. Jego głównym rywalem był republikanin John McCain. (BBC News, AHN)
- Johnson Toribiong został wybrany na prezydenta Palau. (Pacific Magazine)
- Michael Crichton, amerykański pisarz, reżyser, scenarzysta i producent filmowy, zmarł w wieku 66 lat na raka w Kalifornii. (CBS News)

## 6 listopada2008
- 28-letni Jigme Khesar Namgyel Wangchuck został koronowany na władcę Bhutanu jako piąty reprezentant dynastii Wangchuck, stając się najmłodszym panującym monarchą na świecie. (rp.pl)

## 8 listopada2008
- Zmarł Mieczysław Rakowski ostatni premier PRL i ostatni I sekretarz KC PZPR. (WP.PL)

## 11 listopada2008
- Mohamed Nasheed został zaprzysiężony na urząd pierwszego demokratycznie wybranego prezydenta Malediwów. (Onet.pl)

## 12 listopada2008
- Zmarł Stanisław Stefan Paszczyk, były prezes Głównego Komitetu Kultury Fizycznej i Turystyki, prezes Polskiego Komiteteu Olimpijskiego oraz Ambasador RP w Argentynie. (Sport.pl)

## 13 listopada2008
- Egiptolog Zahi Hawass ogłosił, że odkryta piramida sprzed 4300 lat należała do królowej Seszseszet – matki faraona Tetiego. (PAP)

## 14 listopada2008
- Na Księżycu wylądował próbnik Moon Impact Probe w ramach misji indyjskiej sondy kosmicznej Chandrayaan-1. (The Times of India)
- Trzy planety (HR 8799 b, HR 8799 c, HR 8799 d) krążące wokół gwiazdy HR 8799 oraz Fomalhaut b krążący wokół gwiazdy Fomalhaut zostały odkryte dzięki obserwacjom teleskopowym. (Gazeta.pl)

## 15 listopada2008
- Z Centrum Kosmicznego im. Johna F. Kennedy’ego wystartowała misja promu kosmicznego Endeavour, którego celem jest dostarczenie do Międzynarodowej Stacji Kosmicznej m.in. dodatkowych kwater sypialnych, toalety oraz urządzeń do ćwiczeń. (Gazeta.pl)

## 17 listopada2008
- Rząd Japonii potwierdził, że po raz pierwszy od 1991 roku kraj znalazł się w fazie recesji, a PKB drugiej gospodarki świata obniżył się po 3 kwartałach 2008 roku o 0,4%. (CNN)

## 20 listopada2008
- Zmarł Boris Fiodorow, współtwórca przemian rynkowych w Rosji, wieloletni wicepremier rządu i deputowany do Dumy. (rp.pl)
- Zmarł Jan Machulski, polski aktor i reżyser. (Wprost 24)
- Badania grupy polsko-szwedzkich naukowców potwierdziły, że Mikołaj Kopernik został pochowany we fromborskiej katedrze. (Dziennik.pl)

## 24 listopada2008
- W Krakowie zmarł Jerzy Goliński, aktor, reżyser, pedagog. Żył 80 lat. (INTERIA.PL)

## 25 listopada2008
- Na Grenlandii odbyło się referendum w sprawie poszerzenia autonomii. (rp.pl)

## 26 listopada2008
- Zmarła Edna Parker. Amerykanka urodziła się 20 kwietnia 1893 roku w Morgan County; żyła 115 lat i 220 dni. Od 13 sierpnia 2007 do śmierci, przez 471 dni, była najstarszą żyjącą osobą na świecie. (Dziennik.pl)
- Szczątki generała Władysława Sikorskiego, ekshumowane na wniosek IPN, ponownie spoczęły w krypcie św. Leonarda na Wawelu. (Gazeta.pl)
- Zamach terrorystyczny w Mumbaju miał miejsce 26-28 listopada 2008. W serii zamachów zginęło 155 osób, 327 zostało rannych, a nieznana liczba gości hoteli i centrum żydowskiego została zakładnikami zamachowców. (BBC)

## 29 listopada2008
- W zamieszkach na tle religijnym pomiędzy chrześcijanami a muzułmanami w nigeryjskim mieście Jos zginęło blisko 400 osób, a kilkaset zostało rannych. (TVN24.pl)

## 30 listopada2008
- W Rumunii odbyły się wybory parlamentarne. (rp.pl)
- W Szwajcarii odbyło się referendum. (rp.pl)